# Volodeni, Edineț
Volodeni este un sat din cadrul comunei Bleșteni din raionul Edineț, Republica Moldova.

## Demografie

### Structura etnică
Structura etnică a satului conform recensământului populației din 2004:
| Grup etnic         | Populație | % Procentaj |
| ------------------ | --------- | ----------- |
| Moldoveni / Români | 774       | 97,22%      |
| Ucraineni          | 15        | 1,88%       |
| Ruși               | 7         | 0,88%       |
| Total              | 796       | 100%        |

## Geografie
Între satele Volodeni și Bleșteni este amplasată râpa Volodeni, arie protejată din categoria monumentelor naturii de tip geologic sau paleontologic.

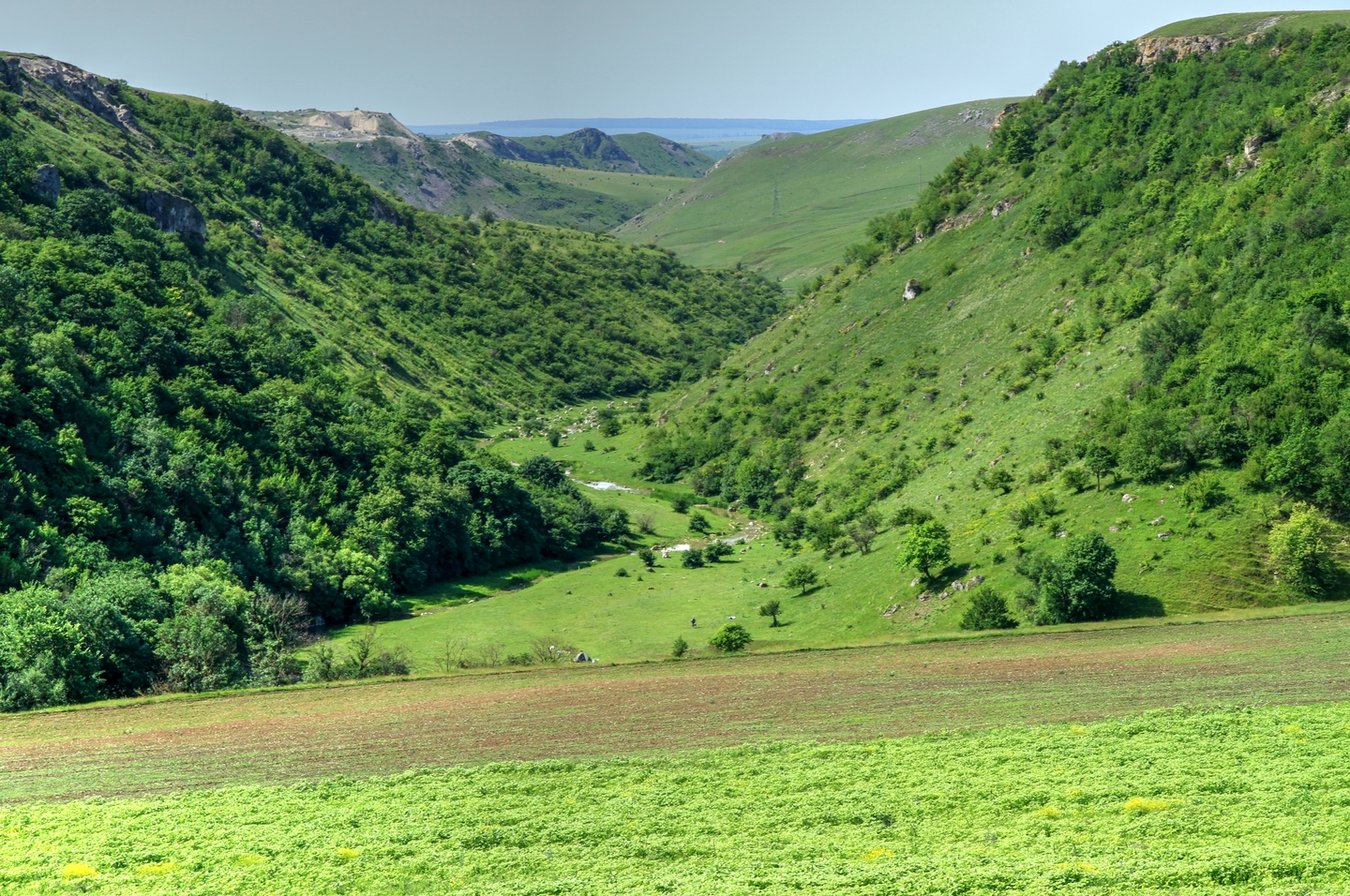
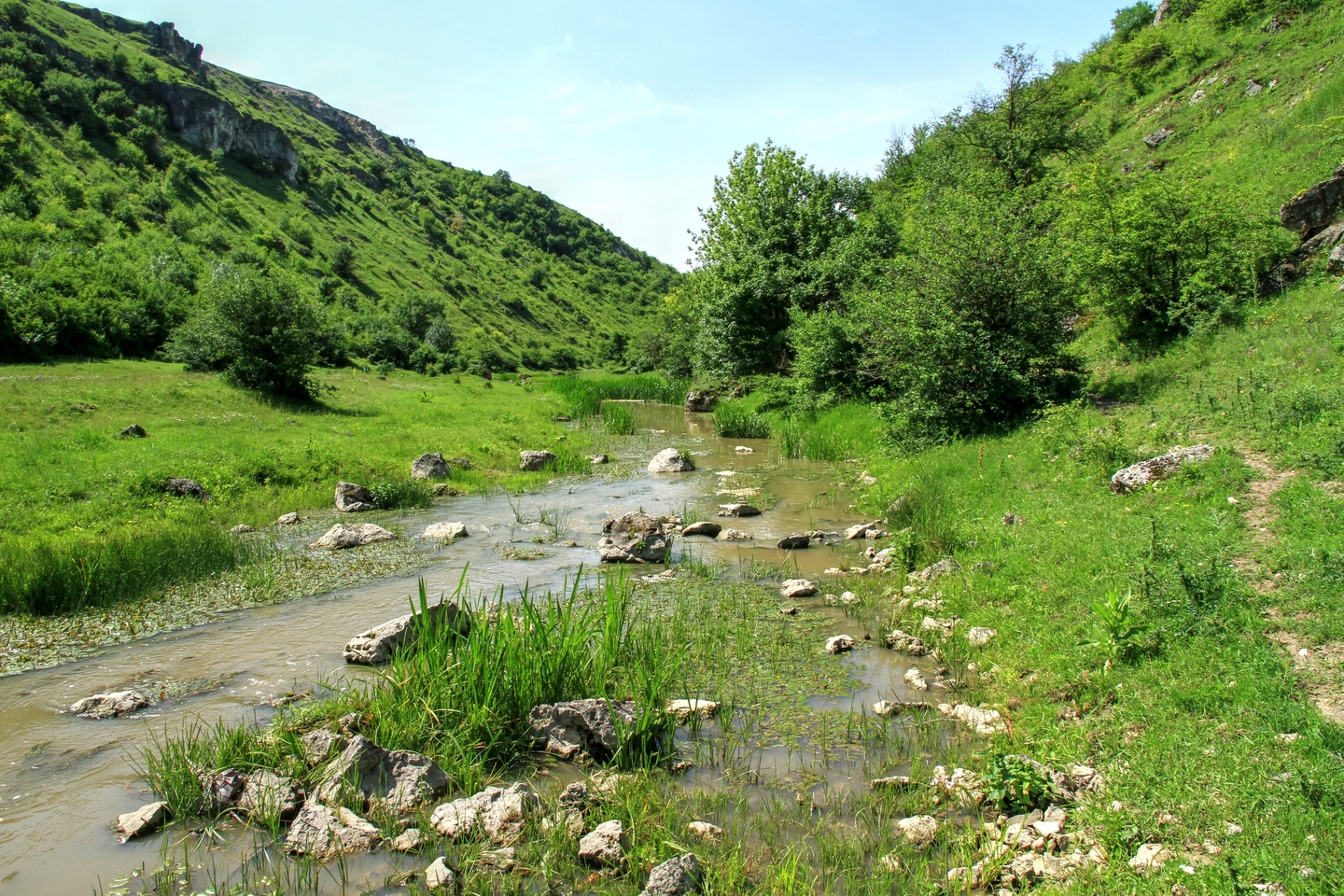
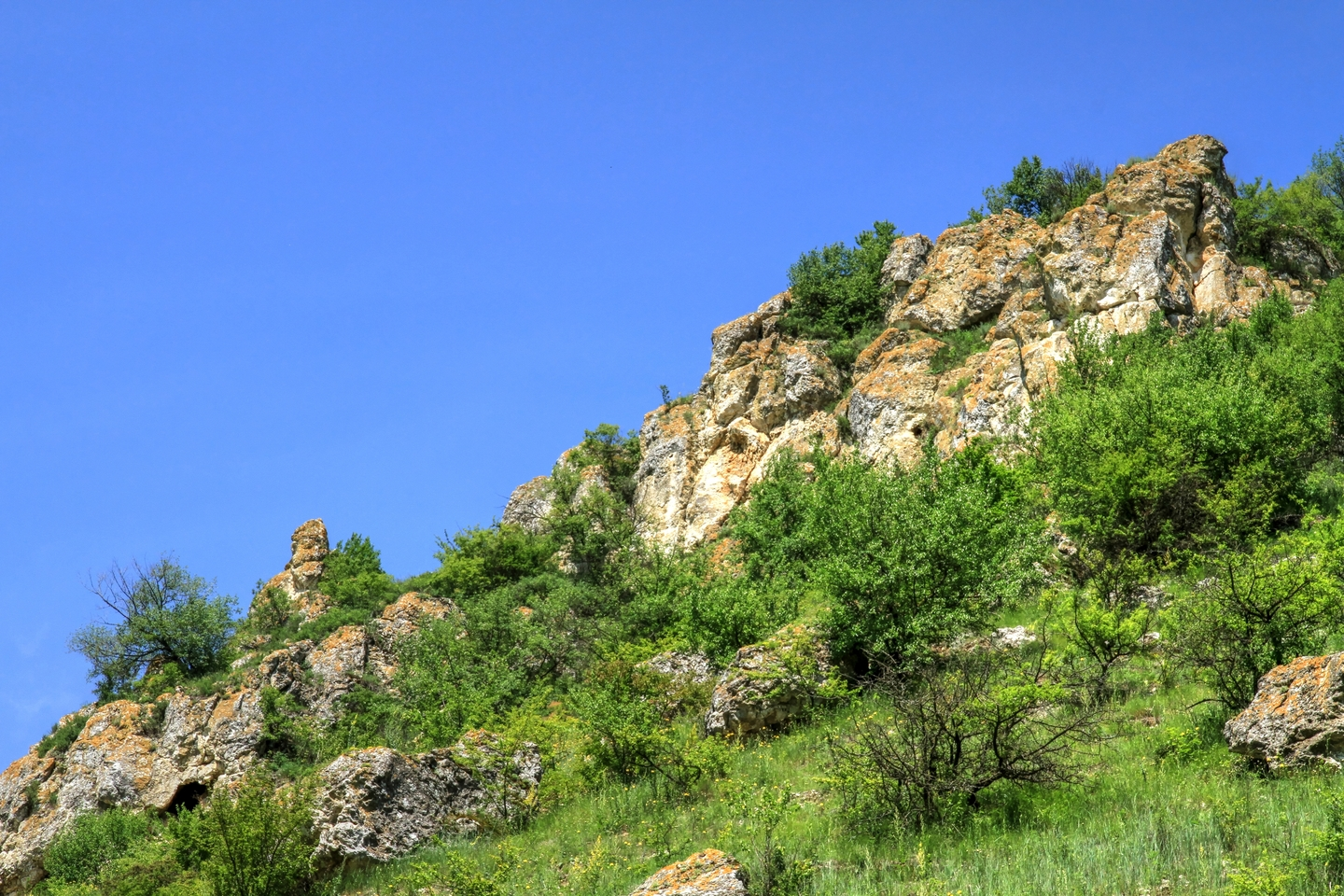
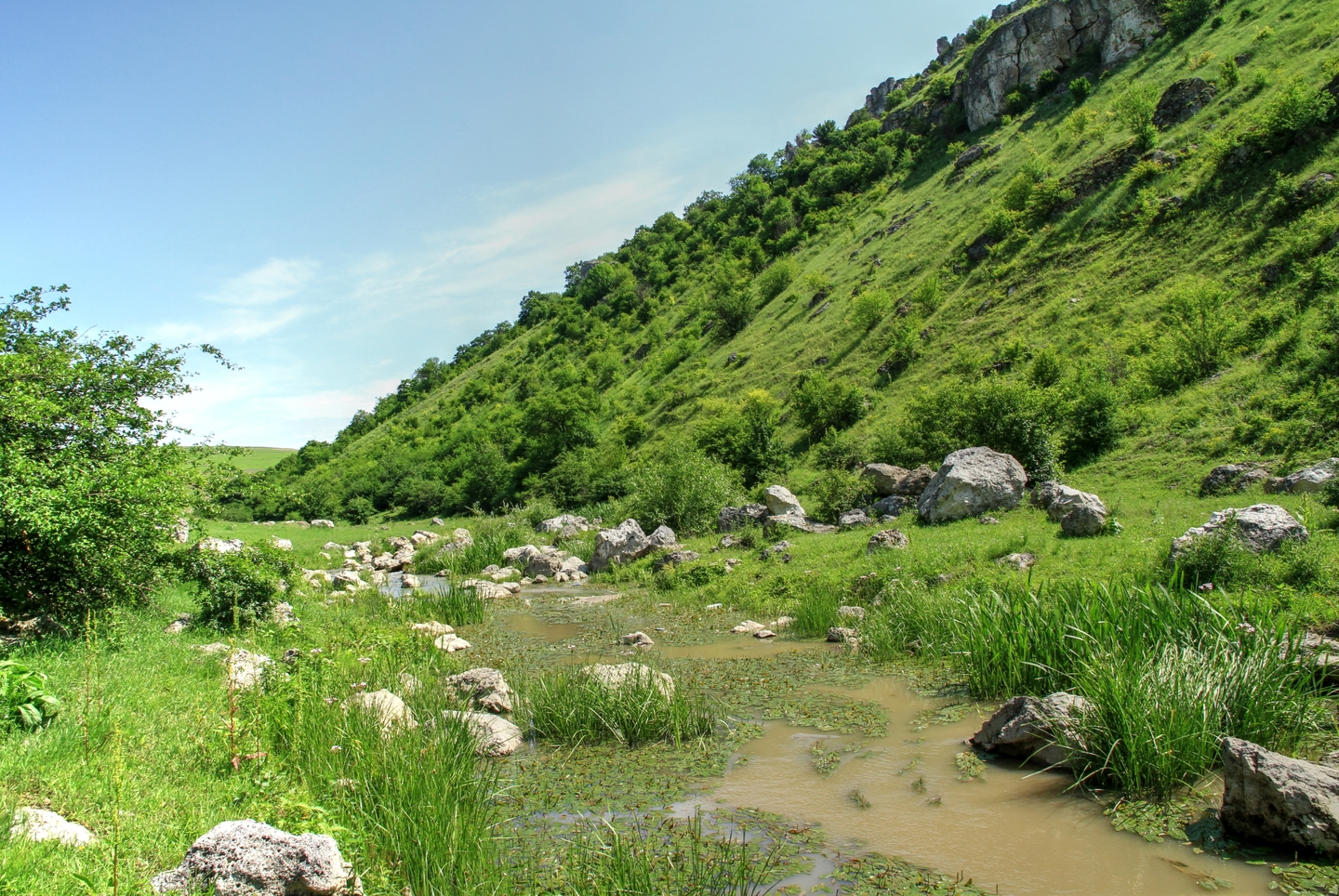
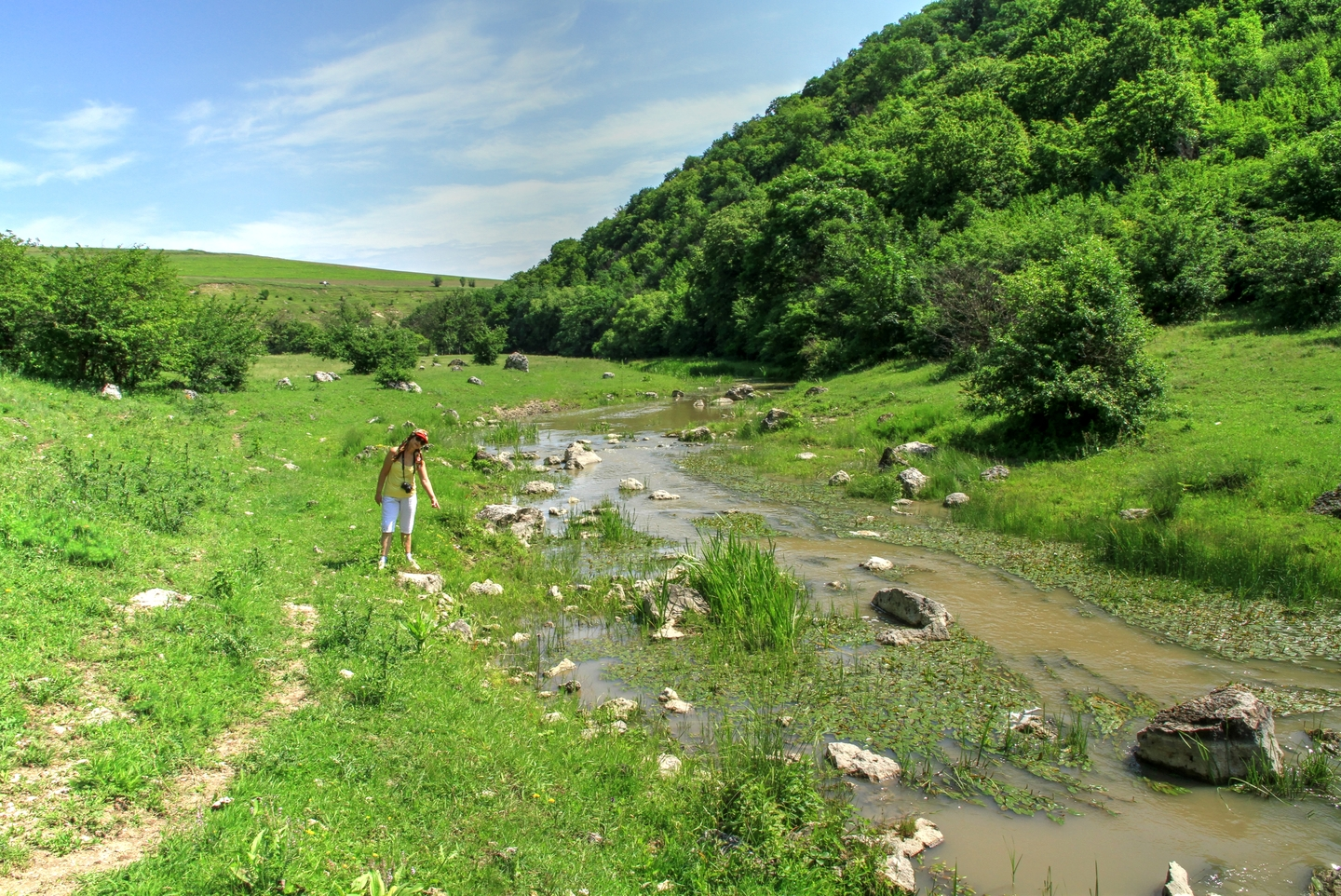